# Dexipposz (történetíró)
Latinosan Publius Herennius Dexippus, görögösen Dexipposz (ógörögül: Δέξιππος), (210 körül – 273) ókori görög szónok és történetíró.
Annyi ismeretes róla, hogy Athénben tanított, és a 267-es gótok elleni csatában katonai hírnevet szerzett magának. Három művéből csak töredékek maradtak fenn: az elsőben 4 könyvben beszámol az ókori Görögország és Macedónia történetéről Nagy Sándor után. Második munkájában 12 könyvben a római történelmet ismerteti II. Claudius Gothicus római császár uralkodásának 1. évéig. Harmadik alkotása a 3. század gót háborúit fogta át.